# Trofeo Manta Open 2014
Il Trofeo Manta Open 2014 è stato un torneo di tennis facente parte della categoria ATP Challenger Tour nell'ambito dell'ATP Challenger Tour 2014. È stata l'11ª edizione del torneo che si è giocato a Manta in Ecuador dal 30 giugno al 6 luglio 2014 su campi in cemento e aveva un montepremi di 40 000 $+H.

## Partecipanti singolare

### Teste di serie
| Nazionalità | Giocatore        | Ranking* | Testa di serie |
| ----------- | ---------------- | -------- | -------------- |
| Francia     | Adrian Mannarino | 81       | 1              |
| Argentina   | Facundo Bagnis   | 111      | 2              |
| Argentina   | Facundo Argüello | 115      | 3              |
| Canada      | Peter Polansky   | 126      | 4              |
| Giappone    | Tatsuma Itō      | 129      | 5              |
| Argentina   | Guido Andreozzi  | 167      | 6              |
| Argentina   | Andrea Collarini | 192      | 7              |
| Stati Uniti | Chase Buchanan   | 197      | 8              |

- Ranking al 24 giugno 2014.

### Altri partecipanti
Giocatori che hanno ricevuto una wild card:
- Jorman Reyes
- Sam Barnett
- William Conigliaro
- Gonzalo Escobar

Giocatori che sono passati dalle qualificazioni:
- Adrian Mannarino
- Facundo Bagnis
- César Ramírez
- Roberto Quiroz

## Partecipanti doppio

### Teste di serie
| Nazionalità | Giocatore           | Nazionalità | Giocatore        | Ranking* | Testa di serie |
| ----------- | ------------------- | ----------- | ---------------- | -------- | -------------- |
| El Salvador | Marcelo Arévalo     | Messico     | César Ramírez    | 411      | 1              |
| Argentina   | Guido Andreozzi     | Argentina   | Facundo Argüello | 470      | 2              |
| Stati Uniti | Chase Buchanan      | Canada      | Peter Polansky   | 516      | 3              |
| Venezuela   | Luis David Martínez | Colombia    | Eduardo Struvay  | 695      | 4              |

- Ranking al 23 giugno 2014.

### Altri partecipanti
Coppie che hanno ricevuto una wild card:
- Gabriel Jacques /  Jorman Reyes
- William Conigliaro /  Diego Quiroz
- Conner del Pino /  Iván Miranda

## Vincitori

### Singolare
Adrian Mannarino ha battuto in finale  Guido Andreozzi con il punteggio di 4–6, 6–3, 6–2

### Doppio
Chase Buchanan /  Peter Polansky hanno battuto in finale  Luis David Martínez /  Eduardo Struvay con il punteggio di 6–4, 6–4